# Mieke Heybroek
Mieke Heybroek, född 1940 i Stockholm, är en svensk konsthantverkare, tecknare, textilkonstnär och skulptör
Hon är dotter till Folke Heybroek och Brita Horn. Heybroek studerade på Konstakademien i Amsterdam, och för Bror Marklund samt under självstudier i Frankrike och Italien. Hon fick 1965 uppdraget att utföra en stor textil till Berthaga krematorium i Uppsala. Efter att hon träffade Ulysse Plaud 1967 har de samarbetat med skapandet av föremål i trä och sten samt knytningar och teckningar. Tillsammans skapade de utställningen Den glömda handen som visades på ett flertal svenska muser samt egna utställningar på bland annat  Södertälje konsthall, Nationalmuseet i Ankara, Kulturmagasinet Sundsvall och Kavala i Grekland. Hon har tillsammans med Plaud utfört offentlig utsmyckning på Räddningstjänsten i Falun, Gylle Vårdcentral i Borlänge, Avesta Bibliotek samt antependier till olika kyrkor i landet. Heybroek är ensam eller tillsammans med Plaud representerad vid Statens konstråd, Eskilstuna konstmuseum, Hudiksvalls museum, Norrköpings konstmuseum, Sundsvalls museum, Västerås konstmuseum och Örebro läns museum.  